# Beppe Conti
Beppe Conti (Torino, 27 agosto 1951) è un giornalista e scrittore italiano.

## Biografia
Nato a Torino, da giovane corse in bici tra le file del Castelnuovo Don Bosco. Dopo aver iniziato a ventidue anni la sua carriera giornalistica alla Gazzetta dello Sport, divenne successivamente la firma principale del ciclismo per Tuttosport e Bicisport.
Esperto di storia del ciclismo, da anni si impegna a riproporre le imprese gloriose dei maestri di questo sport, grazie a documenti video e a testimonianze dei protagonisti. Autore di numerosi libri sull'argomento (con una predilezione per la storica rivalità Moser-Saronni), è spesso opinionista nelle trasmissioni televisive al Giro d'Italia e al Tour de France.
Più volte ospite del Processo alla tappa, dai primi anni duemiladieci è opinionista fisso al Giro sulle reti Rai, assieme a Silvio Martinello. All'interno del programma Radiocorsa su Rai Sport 2 firma i due servizi "Indiscreto" (in cui descrive gli ultimi movimenti di ciclomercato) e "Amarcord" (storie del ciclismo del passato). Nel 2020, in occasione del cinquantasettesimo Bancarella Sport, viene insignito del prestigioso Premio Bruno Raschi. Nel 2021 vince il Premio Selezione Bancarella Sport con Dolomiti da leggenda, edito da Reverdito.  

## Opere
- La vita segreta di Moser (1984)
- I miei campioni  (2000)
- Cento campioni del Novecento (2002)
- Ciclismo, storie segrete (2003)
- C'era una volta la pista (2003)
- Petrucci grandi imprese (2003)
- Marco Pantani. Una vita da Pirata (2004)
- Storia e leggenda del grande ciclismo (2005)
- Ciclismo. Gloria e tragedie (2006)
- Da Merckx a Pantani. Davide Boifava racconta i suoi campioni (2007)
- Il Giro e l'Italia, una storia d'amore (2007)
- Cento storie del Giro 1909-2009. Imprese, retroscena, drammi, segreti della leggendaria corsa che celebra un secolo di straordinarie sfide sulle strade d'Italia (2008)
- Il tour d'Italia. Avventure, storie e leggende del giro di Francia sulle nostre strade (2008)
- Le donne dei campioni. Le grandi storie d'amore degli assi del ciclismo, gli scandali, i drammi (2008)
- Fausto Coppi. Il romanzo di una vita, trionfi e lacrime (2009)
- Ciclismo, inganni e tradimenti (2010)
- Una grande annata. Storie di vino e di sport (2010)
- Torino, città del ciclismo (2011)
- Moser Saronni - Duello infinito, Spoon River, 2013
- La grande storia del ciclismo. Dai pionieri di fine ottocento a oggi, fra imprese, rivalità e retroscena (2016)
- Storie di Chieri - Storia, arte, cultura e sport (2020)
- Francesco Moser. Un uomo, una bicicletta, Azzurra Publishing, 2022, ISBN 9788893520607
- Saronni. Goodwood e le altre verità, Graphot, 2022, ISBN 9791280629210

## Filmografia

### VHS
- Saronni-Moser - La sfida continua (1991) - VHS di 60 min edita dalla Logos per La Gazzetta dello Sport;
- "Per caso" (1995) con Roberto da Crema

## Premi
- Premio Bruno Raschi 2020 (Pontremoli)
- Premio CONI “Stampa scritta” 2005[4]
- Premio Selezione Bancarella Sport 2021[5]
- Premio Piero Dardanello 2025